# Harry Ruby
Harry Ruby est un compositeur et scénariste américain, né le 27 janvier 1895 à New York, New York, et décédé le 23 février 1974 à Woodland Hills (Los Angeles) (États-Unis).

## Filmographie

### comme compositeur
- 1928 : The Five O'Clock Girl
- 1930 : Alias French Gertie
- 1930 : Coucous (The Cuckoos) de Paul Sloane
- 1930 : Top Speed
- 1930 : L'Explorateur en folie (Animal Crackers)
- 1932 : Manhattan Parade
- 1932 : Kid d'Espagne (The Kid from Spain)
- 1933 : La Soupe au canard (Duck Soup)
- 1934 : Beauty and the Beast
- 1934 : Kentucky Kernels
- 1934 : Thirty Day Princess
- 1935 : Bright Lights
- 1936 : Walking on Air
- 1950 : Trois Petits Mots (Three Little Words)
- 1957 : The Real McCoys (série TV)
- 1957 : L'Histoire de l'humanité (The Story of Mankind) : Indian Brave

### comme scénariste
- 1931 : Broadminded
- 1932 : Plumes de cheval (Horse Feathers)
- 1932 : Kid d'Espagne (The Kid from Spain)
- 1934 : Hips, Hips, Hooray!
- 1934 : Kentucky Kernels
- 1934 : Le Cirque en folie (en) (The Circus Clown)
- 1935 : Bright Lights
- 1936 : Walking on Air
- 1937 : The Life of the Party (en)
- 1952 : Les Rois de la couture (Lovely to Look at)

### comme acteur
- 1950 : Trois Petits Mots : joueur de baseball
- 1951 : Angels in the Outfield : lui-même, apparition caméo